# David Goldblatt
David Goldblatt (Randfontein, 29 de noviembre de 1930-Johannesburgo, 25 de junio de 2018) fue un fotógrafo sudafricano, cuyo trabajo más conocido es el realizado durante el régimen del apartheid.

## Biografía
Sus padres fueron Eli Goldblatt y Olga Light, que llegaron con sus abuelos como refugiados desde Lituania a finales del siglo xix. De adolescente mostró interés por la fotografía y sus primeras fotografías las realizó en 1948 aunque no publicó hasta 1952. Durante esos años estuvo realizando estudios comerciales y trabajando en la tienda de su padre, pero tras la muerte de su padre comenzó a dedicarse plenamente a la fotografía desde 1963. 
Fue el primer fotógrafo sudafricano que expuso su trabajo en el MoMA de Nueva York en 1998. En 2002 se realizó una exposición retrospectiva de su obra en el MACBA de Barcelona.
Su obra comenzada en 1948 documenta el desarrollo de la sociedad sudafricana desde el sistema del apartheit hasta finales del siglo xx. En ella se presentan escenas sobre personas y situaciones pero también realiza una reflexión sobre las estructuras que originan las relaciones entre las diversas fuerzas sociales como en su libro South Africa: The Structure of Things Then publicado en 1998. En 1995 recibió el Premio Camera Austria. Su trabajo alcanzó mayor difusión tras su participación en las ediciones undécima y duodécima de la Documenta.
En 2001 recibió el título de doctor honorario en Artes por la Universidad de Ciudad del Cabo y en 2008 en Literatura por la Universidad del Witwatersrand de Johannesburgo. También ha recibido numerosos premios como el Premio Internacional de la Fundación Hasselblad o el premio de la fundación Henri Cartier-Bresson.
Su obra se puede encontrar en las colecciones de diversas instituciones como la South African National Gallery de Ciudad del Cabo, la Biblioteca Nacional de Francia, el Museo de Victoria y Alberto de Londres, el Museo Nacional Danés de Fotografía o el Museo de Arte Moderno de Nueva York.